# デロリアン・モーター・カンパニー

デロリアン・モーター・カンパニーのロゴタイプ。

デロリアン・モーター・カンパニー (英: Delorean Motor Company Ltd., DMC) は、1975年から1982年まで存在したアメリカ合衆国の自動車メーカーである。

## 概要
ゼネラルモーターズ（GM）の副社長であったジョン・デロリアンが、理想の車を作るためにGMを辞職して独立し、1975年10月24日にDMCを設立した。本社はミシガン州デトロイトに置き、製造工場はイギリス・北アイルランドのベルファスト郊外、アントリム県ダンマリー村にあった。
しかし、北アイルランドへの工場誘致の条件として交付されていたイギリス政府からの補助金は停止された。後にエンロンの会計監査も行ったアーサー・アンダーセンが、DMCの資金を社長のジョンが私的に流用するなどしたことを黙認していたことがマスメディアの調査などで明らかになっている。
さらに1982年10月19日、ジョンがコカイン所持容疑で逮捕されるスキャンダルが発生し、会社は資金繰りが立ち行かなくなり倒産、同年10月26日にDMCは破産を申請した。

## デロリアン

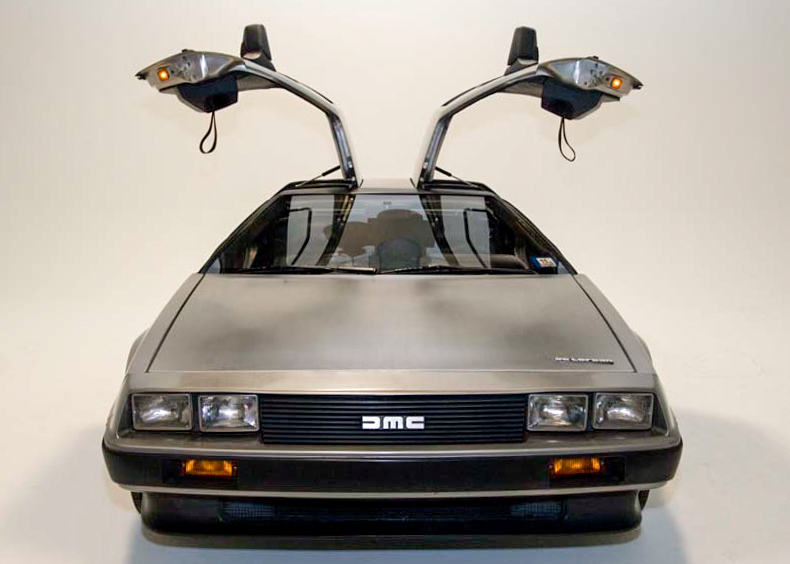
デロリアン

長い開発期間を経て1981年に登場した同社唯一のモデル「デロリアン」は、イタルデザインのジョルジェット・ジウジアーロがデザインし、ロータス・カーズが機械設計を請け負った。当初は好調な売り上げを記録したが、高額さや大量の解約の発生などから、発売翌年以降は売り上げ不振に陥った。
1981年1月21日から1982年12月24日までの間に、推定8,975台のデロリアンが製造された。2015年現在では約6,500台が現存するものとされている。

## 倒産後の動向
デロリアンはこれら多くの逸話やスキャンダルを伴った希少性と、生産終了後に公開された映画『バック・トゥ・ザ・フューチャーシリーズ』に登場するタイムマシンのベース車として広くその存在を知られたことでカルト的な人気を獲得し、21世紀の現代でも多くの自動車マニアのコレクション対象となっている。
倒産後のデロリアンの設備ならびに社名譲渡の権利を取得したスティーブン・ウィンは、1995年にテキサス州で「デロリアン・モーター・カンパニー」を新会社として設立。デロリアンのオーナー向けに整備や部品供給などのサービスを行っている。
ジョン・デロリアンは麻薬密売への関与の疑いで逮捕されたが、1984年8月に無罪判決が下った。ジョンはその後も新たな高性能車を創造する計画を抱いていたが、新モデルの開発を果たすことなく、2005年3月19日に80歳で死去した。

## その他
- 新車発売当時は、日産が販売ディーラーになるとの話もあった[8]。
- 日本の公道で走行するためデロリアンが車検を取得した場合、自動車検査証の車名表記は「デローリアン」となる。